# Volkswagen-Arena
El Volkswagen-Arena es un estadio multiusos ubicado en la ciudad de Wolfsburgo, en el estado de Baja Sajonia, Alemania. Construido en 2002, cuenta con una capacidad para 30.100 espectadores y acoge al club de fútbol VfL Wolfsburgo de la Bundesliga Alemana. El nombre se deriva del principal patrocinador del estadio y del VfL Wolfsburgo, Volkswagen. Reemplazó al antiguo VFL Stadion.

## Características
- Coste: volumen de inversión de 53 millones de euros (costeado al 50% por Volkswagen y Wolfsburg AG según se planteó)
- Dueño del estadio: Wolfsburg AG
- Aforo: 30 000 asientos cubiertos. Asientos para 80 personas en sillas de ruedas más un acompañante.
- Techo: la grada está completamente cubierta por un techo traslúcido. Posibilidad de cubrir todo el terrenos de juego con cubierta retráctil.
- Palcos: 32 palcos de 10 personas, tribuna de invitados de honor para 80 personas, 1200 plazas a servicio de empresas.
- Superficie de juego: puede girar 90 grados en dirección norte-sur, cada mitad hacia las zonas adyacentes al estadio. Tanto el césped del campo de juego, como el del campo de entrenamiento tienen calefacción.

Exterior del Volkswagen-Arena.

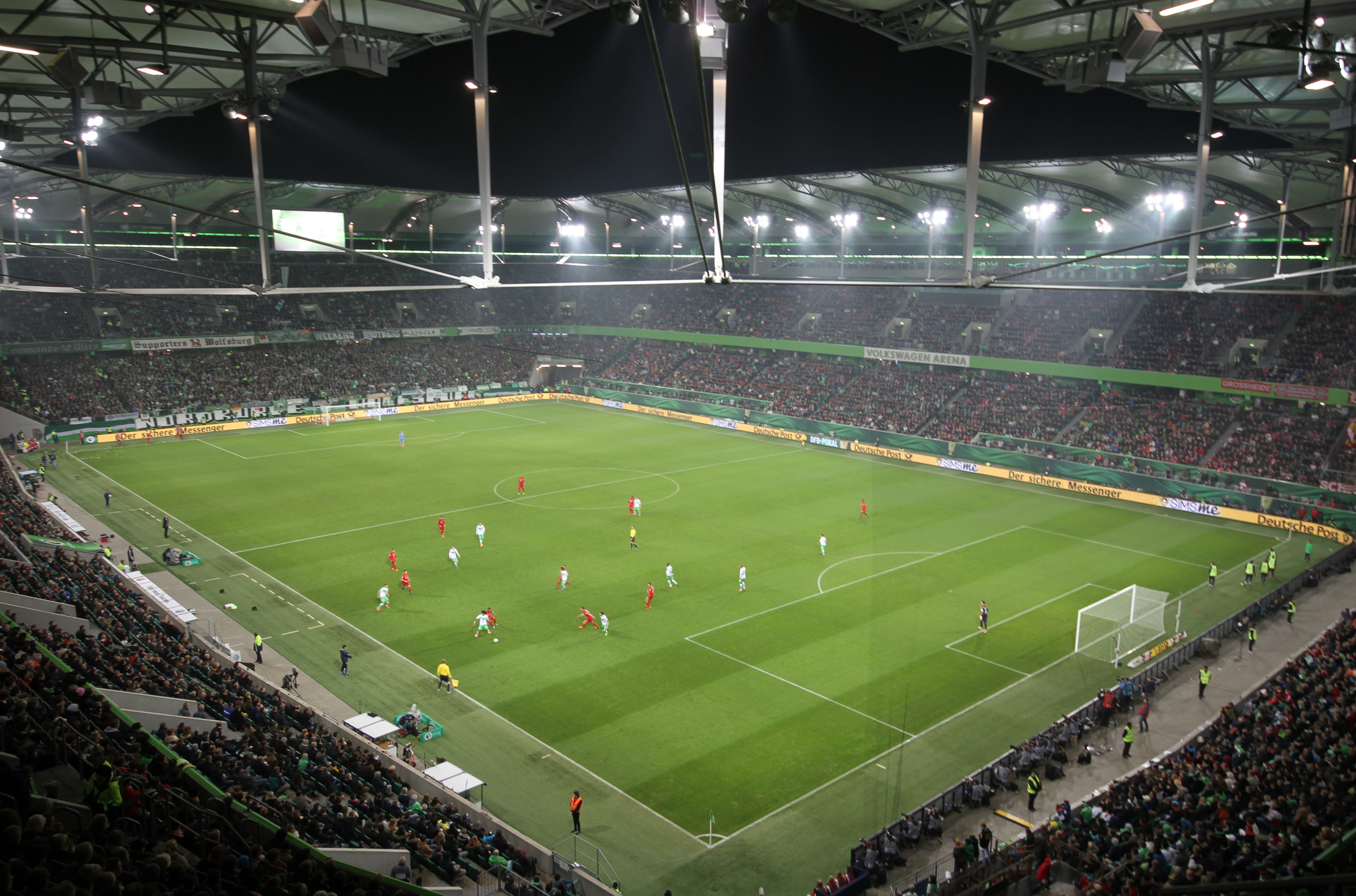
Interior del Volkswagen-Arena.

## Eventos
El primer y único partido disputado por Alemania en el Volkswagen-Arena fue el 1 de junio de 2003. Teniendo como rival a Canadá, a la que derrotó por 4–1.
También se disputó otro encuentro internacional el 3 de junio de 2006, en vísperas de la Copa del Mundo de Alemania 2006, jugaron Polonia y Croacia. Polonia ganó el choque por 1–0.

### Copa Mundial Femenina de Fútbol de 2011
El Volkswagen-Arena albergó cuatro partidos de la Copa Mundial Femenina de Fútbol de 2011.
| Fecha               | Equipo #1 | Resultado | Equipo #2      | Ronda                 | Espectadores |
| ------------------- | --------- | --------- | -------------- | --------------------- | ------------ |
| 27 de junio de 2011 | México    | 1–1       | Inglaterra     | Primera fase, Grupo B | 18 702       |
| 3 de julio de 2011  | Brasil    | 3–0       | Noruega        | Primera fase, Grupo D | 26 067       |
| 6 de julio de 2011  | Suecia    | 2–1       | Estados Unidos | Primera fase, Grupo C | 23 468       |
| 9 de julio de 2011  | Alemania  | 0–1       | Japón          | Cuartos de final      | 26 067       |

## Conciertos

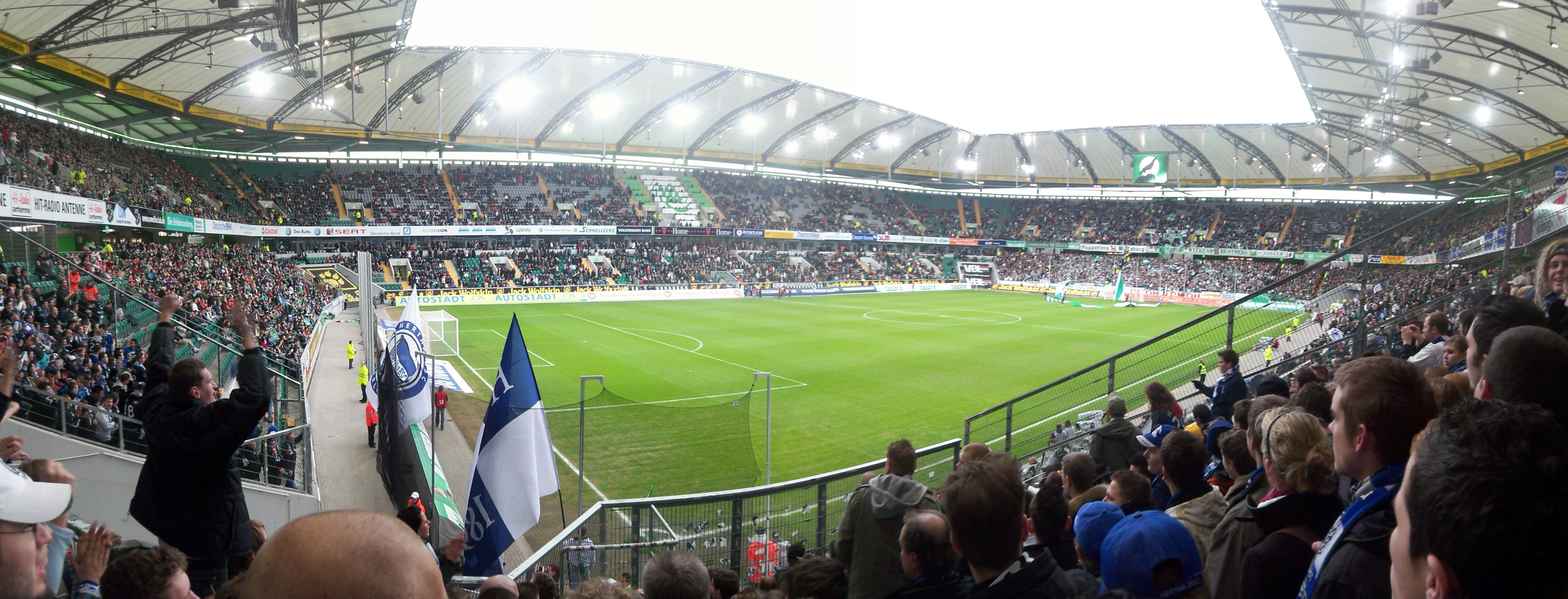
Vista panorámica del estadio.

- Herbert Grönemeyer (2003)
- Anastacia  (2005)
- Elton John (2006)